# 駒井亜由美
駒井 亜由美（こまい あゆみ、1981年9月11日 - ）は、千葉テレビ放送の契約アナウンサー。元青森テレビ（ATV）アナウンサー、フリーアナウンサー。オールウェーブ・アソシエツ所属。

## 来歴・人物
千葉県千葉市出身。血液型はA型。日本大学芸術学部卒業後、2005年、青森テレビ（ATV）に入社した。2018年4月に退職した。
愛称は「かんかい」（魚の「コマイ」の別名から来ている）。
大の犬好きで、千葉の実家で柴犬を飼っている。
なお、2016年12月末で先輩アナウンサーの川口浩一が定年退職したため、2018年4月までATVアナウンサーとしては最も長い在籍となっていた。
青森テレビ退社後は、関東地方や山梨県などを中心にフリーアナウンサーとして活動した。
2020年4月からは地元千葉県の千葉テレビ放送に契約アナウンサーとして出演している。

## 担当番組

### 現在の担当番組
- NEWSチバ→newsチバ（2020年4月 - ）
- ちば朝ライブ モーニングこんぱす（2021年4月 - ）毎週月・火曜に、他のチバテレアナウンサーとの持ち回りで出演
- 市町村てくてく散歩（2021年5月 - ） - ナレーター

### 過去の担当番組

#### 青森テレビ時代
- わっち!!
- じしゃばん
- ATVニュース
- かい決!ふしぎ調査隊
- ATVニュースロータリー
- おしゃべりハウス（2007年3月5日-2009年3月27日）

#### フリーアナウンサー時代
- UTYニュース（テレビ山梨）
- UTYニュースの星（テレビ山梨）
- 台風15号災害関連情報（千葉テレビ放送、2019年9月16日） - キャスター
- 女性活躍イキイキ宣言！はたらく×やりがい 元気な毎日　シルバー人材センター（2021年11月6日） - 司会
- 2021有名私立中学 入試のヒント（2021年11月27日） - 司会